# Dodo Gad
 Der er for få eller ingen kildehenvisninger i denne artikel, hvilket er et problem. Du kan hjælpe ved at angive troværdige kilder til de påstande, som fremføres i artiklen.

Dodo Gad (egentlig Maria Charlotte Gad, født 15. december 1962) er en dansk sangerinde.
Dodo fik sit gennembrud i 1986, da hun sammen med Henrik Stanley Møller og Frank Arnesen op til fodbold-VM i Mexico indspillede slagsangen Re-sepp-ten, der var skrevet af Jarl Friis Mikkelsen. Samtidig forsøgte hun at få en karriere i gang med popgruppen Dodo and the Dodos. Gruppens debutalbum kom på gaden året efter. Efter en længere pause har bandet de senere år givet koncerter over det meste af landet.
Hun er student fra Aurehøj Gymnasium og har en læreruddannelse fra daværende N. Zahles Seminarium (nu Professionshøjskolen UCC).

## Filmografi
- Flyvende farmor (2001)